# Ethiopië

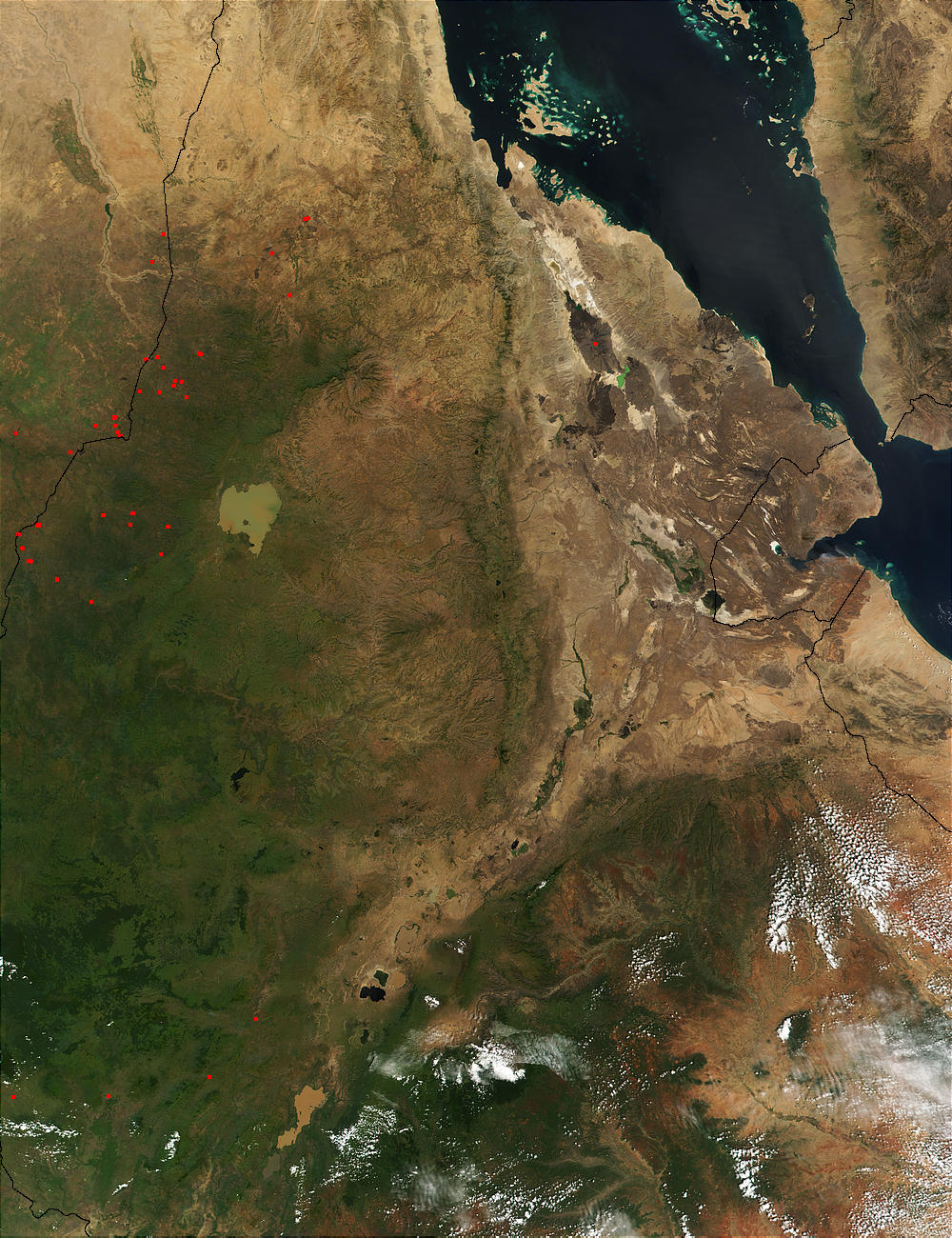
Satellietfoto Ethiopië

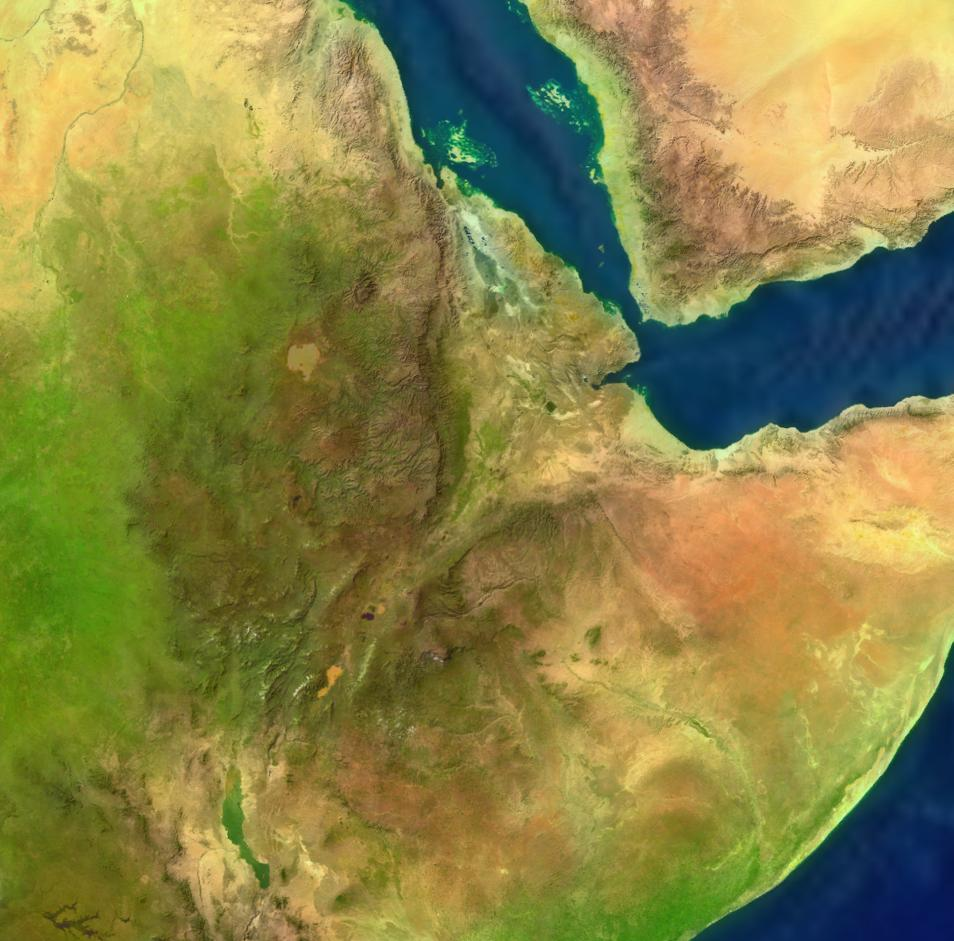
Reliëfkaart Ethiopië

Ethiopië, formeel de Federale Democratische Republiek Ethiopië (Amhaars: የኢትዮጵያ ፌዴራላዊ
ዲሞክራሲያዊ ሪፐብሊክ , ye-Ītyōṗṗyā Fēdēralāwī Dīmōkrāsīyāwī Rīpeblīk), is een land in Oost-Afrika. Het grenst aan Eritrea, Djibouti, Somalië, Kenia, Zuid-Soedan en Soedan. Het land heeft 108.113.150 (2020) inwoners en de hoofdstad is het centraal gelegen Addis Abeba.

## Geschiedenis
Samen met Eritrea en het zuidoostelijke deel van de Rode Zeekust van Soedan wordt Ethiopië beschouwd als de meest waarschijnlijke locatie van het land Poent, dat vernoemd werd in de Egyptische cultuur en voor het eerst vermeld werd in de 25e eeuw v.Chr.. Het begin van een staat in dit gebied kwam er in 980 v.Chr., wat ook gebruikt wordt als de legendarische stichtingsdatum van het land.
Na de dood van de laatste koning van Aksum, rond 1137, werd door Mara Takla Haymanot de Zagwe-dynastie gesticht. Dit was een dynastie wier macht nooit verder reikte dan de eigen etnische kern. Ze namen wel het christendom van Aksum over en bouwden verschillende kerken zoals die in Lalibela. De Zagwe-dynastie bestond tot 1270, toen ze omver geworpen werd door een nieuwe koning die beweerde af te stammen van de koningen van Aksum. Deze Salomonsdynastie regeerde tot in de late twintigste eeuw en het is onder deze dynastie dat de meeste moderne geschiedenis van Ethiopië gevormd werd. Tijdens deze periode veroverde het rijk zo goed als alle gebieden van het moderne Ethiopië en Eritrea. Ze versloegen met succes de Arabische en Turkse legers die hen aanvielen en hadden goede relaties met sommige Europese grootmachten.
Het keizerrijk Ethiopië stond tot aan de Tweede Wereldoorlog ook bekend als "Abessinië", hoewel Ethiopië reeds voor die tijd de officiële naam van het land was. Het was een van de oudste zelfstandige landen van Afrika, hoewel rond de middeleeuwen wel een Portugese invloed bestond door de handelsreizen van de Portugezen.
In 1895, tijdens de Wedloop om Afrika, sloot keizer Menelik II een tweetalig verdrag met Italië betreffende territoriale controle. Een Amhaars werkwoord werd echter niet goed vertaald en gaf het verdrag een totaal andere betekenis: in de Amhaarse versie kreeg Menelik aanzienlijke zelfbeschikking, terwijl Ethiopië in de Italiaanse versie een protectoraat van Italië werd. Omdat beide landen zich aan hun eigen versie van een verdrag hielden, werd een conflict uiteindelijk onvermijdelijk. De Eerste Italiaans-Ethiopische Oorlog duurde tot 1896. Na de beslissende Slag bij Adwa werden de Italianen overweldigend verslagen en behield Ethiopië zijn onafhankelijkheid. Dit was een uitzonderlijke situatie in Afrika: op de Derwisjstaat, Sultanaat Marokko en Liberia na waren alle andere gebieden op het continent aan het einde van de negentiende eeuw gekoloniseerd.
Veertig jaar later, in 1935, werd Ethiopië of Abessinië weer aangevallen door Benito Mussolini van Italië tijdens de Tweede Italiaans-Ethiopische Oorlog. De oorlog duurde zeven maanden en leidde tot de Italiaanse bezetting van Ethiopische steden. Het kwam echter nooit tot een echte kolonisatie. Vanaf maart 1941 werden Ethiopië en de rest van Italiaans Oost-Afrika door de Britten vanuit Soedan en Kenia veroverd.
De laatste keizer van Ethiopië was (de facto) Haile Selassie, die voor de Italiaanse bezetting en daarna tot 1974 aan de macht was. Hij werd afgezet door een staatsgreep van de Derg, waarna het land vanaf 1977 jarenlang geleid werd door de marxistische dictator Mengistu Haile Mariam.
Van 1961 tot 1991 speelde zich de Eritrese Onafhankelijkheidsoorlog af, die gezien kan worden als onderdeel van de Ethiopische Burgeroorlog waarin diverse bewegingen vochten tegen de Ethiopische regering. Tussen 1977 en 1978 was Ethiopië bovendien verwikkeld in een oorlog met Somalië, omwille van het Ogaden-grensgebied. Het Ethiopische regime werd op grote schaal gesteund door de Sovjet-Unie, en haar satellieten Cuba en Oost-Europese landen. In de oorlogen vielen naar schatting minstens 1,4 miljoen doden. Na de burgeroorlog, in 1991, nam de Tigrische Meles Zenawi de macht over. Onder de regeringen Zenawi heeft Ethiopië onafhankelijkheid verleend aan het voorheen bezette en eenzijdig geannexeerde Eritrea, en is Ethiopië omgevormd tot een federatie.
In mei 1998 begon een grensoorlog met Eritrea na de invoering van een eigen munt in dat land. Vooral bij de grensplaats Badme laaide het conflict hoog op. De strijd was kort maar hevig en rond 100.000 soldaten werden gedood. Veel burgers in de grensstreek raakten ontheemd. In mei 2000 kreeg het Ethiopische leger de overhand en op 12 december 2000 staakten de landen de strijd. Er kwam een VN vredesmacht en de twee landen stemden in met een onafhankelijke internationale grenscommissie die de loop van de grens zou vastleggen. Het Permanent Hof van Arbitrage kwam in 2007 met een uitspraak. De regering legde zich aanvankelijk neer bij de uitspraak, maar door de toewijzing van Badme aan Eritrea sloeg de publieke stemming om en werd een definitief akkoord nooit bereikt.
Op 5 juni 2018 tekenden Ethiopië en Eritrea een vredesakkoord. De voorgaande jaren was reeds sprake van een afnemende vijandigheid, maar met dit akkoord maakte Abiy Ahmed zijn verkiezingsbelofte waar. De grens tussen de buurlanden werd geopend en Ethiopian Airlines vloog in juli 2018 voor het eerst op Asmara, de eerste directe vlucht in 20 jaar. In december 2020 werd bekend dat soldaten van Eritrea het leger van Ethiopië helpen in Tigray.

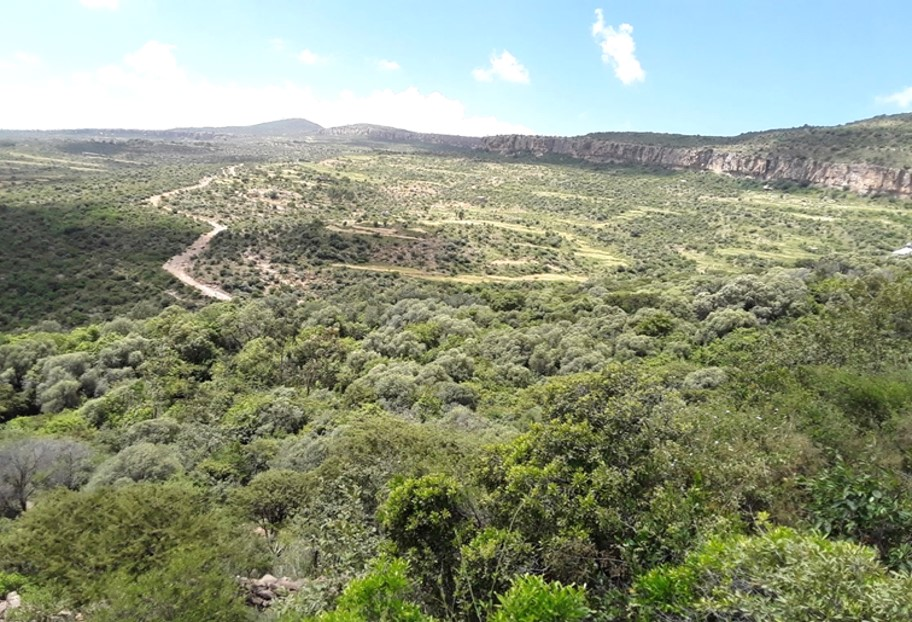
Een bos in het noordelijke Tigray

## Geografie
Ethiopië bestaat voor het grootste deel uit het uitgestrekte en relatief vruchtbare Ethiopisch Hoogland, dat van noord naar zuid doorsneden wordt door de Grote Slenk. De hoogste berg van Ethiopië is de Ras Dashan, die 4550m hoog is. Het laagste punt ligt 125m onder het zeeniveau in de Danakildepressie.
In het Ethiopisch Hoogland ontspringt de Blauwe Nijl (in het Tanameer), die samen met de Witte Nijl en de eveneens in Ethiopië ontspringende Tekeze-rivier de Nijl vormt. Andere grote rivieren die het hoogland ontspringen zijn de Awash, Baro, Omo en Wabi Shebelli.
Hoewel Ethiopië nabij de evenaar ligt, kent het in verband met de hoogte van het Ethiopisch Hoogland een relatief gematigd klimaat. Uitzondering zijn de lager gelegen gebieden, zoals de Danakildepressie en de Ogaden, die een heet en droog klimaat kennen.
Ethiopië ligt nergens aan zee en is dus volledig ingesloten door land. De landgrenzen zijn in totaal 5300 kilometer lang, waarvan die met Soedan en Somalië met elk zo'n 1600 kilometer het langst zijn. De relatie met Eritrea aan de Rode Zee is moeizaam, en ook de infrastructurele verbindingen met de instabiele buurlanden Soedan, Zuid-Soedan en Somalië zijn beperkt. Djibouti is al heel lang de in- en uitgang van de buitenlandse handel van het land. Vanaf 1896 is er een spoorlijn aangelegd tussen Djibouti, toen een Frans gebied, naar Addis Abeba. Deze lijn was in verval geraakt, maar is in 2016 heropend. Een door de Volksrepubliek China aangelegde spoorverbinding, met een lengte van ruim 750 kilometer, is de eerste moderne geëlektrificeerde spoorweg in Afrika. Een treinreis tussen de twee steden duurt zo’n 10 uur. De haven van Djibouti is de belangrijkste zeehaven voor Ethiopië.
In de jaren zestig van de 20e eeuw was ongeveer 40% van het land nog bedekt met bos. In 2002 was dit aandeel gedaald naar minder dan 3%. De boeren spelen hierbij een belangrijke rol. Ieder jaar, vlak voor het regenseizoen begint, ontginnen zij bosgebied tot landbouwgrond door verbranding en dit zorgt voor een tijdelijk bemestingseffect. Om totale ontbossing tegen te gaan heeft de regering de Green Legacy-campagne gelanceerd met als doel 4 miljard bomen te planten tegen eind 2019. Deze campagne werd op 29 juli 2019 afgetrapt met de aanplanting van 224 miljoen bomen in 1 dag.

## Bevolking

### Demografie
Ethiopië heeft een zeer jonge en explosief groeiende bevolking. De bevolking groeide van 33,5 miljoen in 1983 tot 108 miljoen in 2018, een gemiddelde groeivoet van 3,4% per jaar. Volgens het U.S census bureau zal Ethiopië 278 miljoen inwoners tellen in 2050, een verwachte gemiddelde groei van 3,0% per jaar.
Door de verbetering in de gezondheidszorg is de levensverwachting bij geboorte gestegen van 52 jaar in 2000 naar 65 jaar in 2016. Het sterftecijfer voor kinderen jonger dan 5 jaar is gedaald van 203 per duizend in 1990, naar 144 in 2000 om in 2016 op 58 uit te komen. Het gebruik van voorbehoedsmiddelen in is diezelfde periode ook gestegen met een daling van het vruchtbaarheidscijfer van 6,5 naar 4,2 in 2016 tot gevolg.
De grootste bevolkingsgroep zijn de Oromo's, zij maken ongeveer 40% van de bevolking van Ethiopië uit. De op een na grootste groep zijn de Amharen met een aandeel van ongeveer 25%. De Tigrinya maken minder dan 10% uit, maar zij hebben wel relatief veel belangrijke posities in de politiek en de economie.
Er was een kleine Joodse gemeenschap in het land. In 2013 arriveerden de laatste 450 Falasja in Israël. In totaal heeft het land sinds 1948 meer dan 90.000 migranten uit Ethiopië opgenomen, volgens het Jewish Agency.

### Religie

Religie in Ethiopië.

Volgens de volkstelling van 2007 behoort 60,9% van de bevolking van Ethiopië tot het christendom en 35,4% tot de islam. Een kleine 2% van de bevolking hangt het animisme aan.
Veel christenen behoren tot de Ethiopisch-Orthodoxe Kerk. Tot 1959 was de Ethiopische Kerk onderdeel van de Koptisch-Orthodoxe Kerk. De Ethiopische Kerk is vooral miafysitistisch en hebben het geërfd van de Koptisch-Orthodoxe Kerk en ziet Jezus Christus dan vooral als God, als deel van de Drie-eenheid. Timkat (de Ethiopische versie van Epifanie) is de belangrijkste feestdag in deze kerk. De Patriarch resideert in Addis Abeba. Tot 1974 was de Ethiopische Orthodoxe Kerk de staatskerk. De Ethiopische Bijbel is veel uitgebreider dan de Bijbels in het overige christendom, omdat de Ethiopische orthodoxie nooit een canon schriftelijk vastlegde. Een klein aantal Ethiopiërs is katholiek of protestants.

### Armoede
Volgens het Ontwikkelingsprogramma van de Verenigde Naties leefde in 2012/13 in Ethiopië 26% van de bevolking onder de armoedegrens.

## Bestuurlijke indeling
Ethiopië is onderverdeeld in twaalf regio's of staten (kililoch):
| - Afar - Amhara - Benishangul-Gumuz - Gambela - Harari - Oromiya   |  | - Somali - Tigray - Regionale staat Zuid-West Ethiopië - Regionale staat Zuid Ethiopië - Regionale staat Centraal Ethiopië - Sidama De laatste vier ontstonden tussen 2020 en 2023 door de opdeling van Yedebub Biheroch Bihereseboch na Hizboch. |
| en twee bestuurlijk onafhankelijke steden (astedader akababiwach): |  | |
| - Addis Abeba                                                      |  | - Dire Dawa |

## Staatsinrichting
Volgens de grondwet van 1994, die de grondwet van 1987 verving, is Ethiopië een democratische en federatieve staat met als staatshoofd een president die direct gekozen wordt voor een periode van zes jaar. De macht van de president is echter beperkt en meer ceremonieel, terwijl de macht van de premier aanzienlijk is. De premier wordt geleverd door de grootste partij in het parlement.
De nationale volksvertegenwoordiging bestaat uit twee kamers die samen de Federale Parlementaire Vergadering vormen. De Tweede Kamer wordt de Huis van Volksafgevaardigden genoemd. De 547 leden worden direct gekozen voor een periode van vier jaar. De eerste kamer/senaat is de Huis van de Federatie, bestaande uit 112 leden. Een deel wordt direct gekozen, de andere leden bestaan uit vertegenwoordigers van de autonome provincies.
Ethiopië is een federatie. De autonomie van iedere staat of regio (de grenzen van de staten zijn langs etnische lijnen getrokken) is verregaand. Een staat heeft het recht om uit de federatie te stappen en een onafhankelijk land te vormen.
De huidige president van Ethiopië (sinds 2024) is Taye Atske Selassie. Zijn voorganger was Sahle-Work Zewde, die ontslag heeft moeten nemen na onenigheid met de Ethiopische premier. Sahle-Work was de eerste vrouw die deze positie bekleedde.

## Economie
De economie van Ethiopië ontwikkelde zich tot de begin jaren negentig van de 20e eeuw matig, mede door de jarenlange conflicten met het buurland Eritrea. Na het einde van de oorlog leefde de economie op en dit werd slechts kortstondig onderbroken door een nieuwe grensconflict met het buurland omstreeks 1998.
De economie heeft in de periode van 2005/06 tot 2015/16 een zeer hoge groei laten zien van gemiddeld 10,3%. Dit was aanzienlijk beter dan de regio, waar de groei op 5,4% bleef steken. Ethiopië voerde tot eind 2000 een grensoorlog met Eritrea en het startpunt lag op een laag niveau. In het fiscale jaar 2017 was de groei van het bruto binnenlands product (BBP) 10,9%. Ondanks de hoge groei is het inkomen per hoofd slechts US$ 783 en behoort daarmee tot de laagste ter wereld. Door de hoge economische groei is de armoede in het land wel gedaald. Leefde in het jaar 2000 nog 55% van de bevolking in extreme armoede, in 2011 was dit gedaald naar 33,5%. In 2014 werd de eerste Ethiopische autosnelweg geopend (Addis Ababa–Adama Expressway). De nationale luchtvaartmaatschappij is Ethiopian Airlines. Na de afscheiding van Eritrea, ligt het land nergens aan de kust en ontbreken er zeehavens. Veel internationale handel gaat via de haven van Djibouti.
| Jaar | BBP (in miljarden US$) | BBP per hoofd (in US$) | BBP per hoofd (in US$, PPP) | Reële groei (% mut JoJ) | Inflatie (% mut JoJ) | Saldo overheids- begroting (in % BBP) | Netto staatsschuld (in % BBP) | Saldo lopende rekening (in % BBP) |
| ---- | ---------------------- | ---------------------- | --------------------------- | ----------------------- | -------------------- | ------------------------------------- | ----------------------------- | --------------------------------- |
| 1980 | 7,4                    | 215                    | 912                         | 4,0%                    | 12,4%                | −2,0%                                 |                               | −3,1%                             |
| 1990 | 12,6                   | 269                    | 809                         | 2,6%                    | 5,2%                 | −6,0%                                 |                               | −2,3%                             |
| 2000 | 8,2                    | 130                    | 820                         | 9,8%                    | 0,7%                 | −7,2%                                 | 80,2%                         | 0,2%                              |
| 2005 | 12,4                   | 165                    | 969                         | 12,6%                   | 11,7%                | −3,2%                                 | 68,0%                         | −12,6%                            |
| 2010 | 29,9                   | 361                    | 1415                        | 10,6%                   | 8,1%                 | −0,9%                                 | 32,4%                         | −1,4%                             |
| 2015 | 63,1                   | 708                    | 2028                        | 10,4%                   | 9,6%                 | −1,9%                                 | 45,8%                         | −11,5%                            |
| 2020 | 99,3                   | 969                    | 2687                        | 6,1%                    | 20,4%                | −2,5%                                 | 51,8%                         | −4,6%                             |

De landbouwsector levert de grootste bijdrage aan de economie, al neemt het belang af. In 2000 was het aandeel in het BBP nog 45% en in 2016 was dit gedaald naar 35%. Het aandeel van de industrie, inclusief de bouwsector, is in diezelfde periode gestegen van 11% naar 22%. Relatief meer mensen zijn werkzaam in de landbouwsector.

### Energievoorziening
In 2015 produceerde het land 47 miljoen ton olie-equivalent (Mtoe), bijna geheel duurzaam (1 Mtoe = 11,63 TWh, miljard kilowattuur). Dat was bijna genoeg voor de energievoorziening; het TPES (total primary energy supply) bedroeg 50 Mtoe. Het land importeerde 3,7 Mtoe fossiele brandstof. Van de energie ging ongeveer 9 Mtoe verloren bij conversie in de energie-industrie. Voor eindgebruikers resteerde 41 Mtoe waarvan 0,7 Mtoe (8 TWh) elektriciteit die bijna geheel met waterkracht opgewekt werd. De uitstoot van kooldioxide was 10 megaton, dat is 0,1 ton per persoon, veel minder dan het wereldgemiddelde van 4,5 ton per persoon. In 2011 is het land begonnen met de bouw van de Grote Renaissancedam in de Blauwe Nijl. Hier komen 16 turbines met een totaal vermogen van 6000 MW en het wordt daarmee de grootste waterkrachtcentrale in Ethiopië.
Begin 2024 besloot de regering dat er geen import van auto's met een verbrandingsmotor mocht plaatsvinden, waarmee Ethiopië het eerste land was dat overstapte op uitsluitend import van elektrische auto's. De import hiervan vindt hoofdzakelijk plaats vanuit China, maar gebleken is dat er veel storingen optreden in deze auto's. Vakbekwame monteurs om deze problemen te verhelpen zijn er nog te weinig. Bovendien is ook de energievoorziening nog niet afgestemd op het vereiste grote aantal oplaadpunten.

## Cultuur

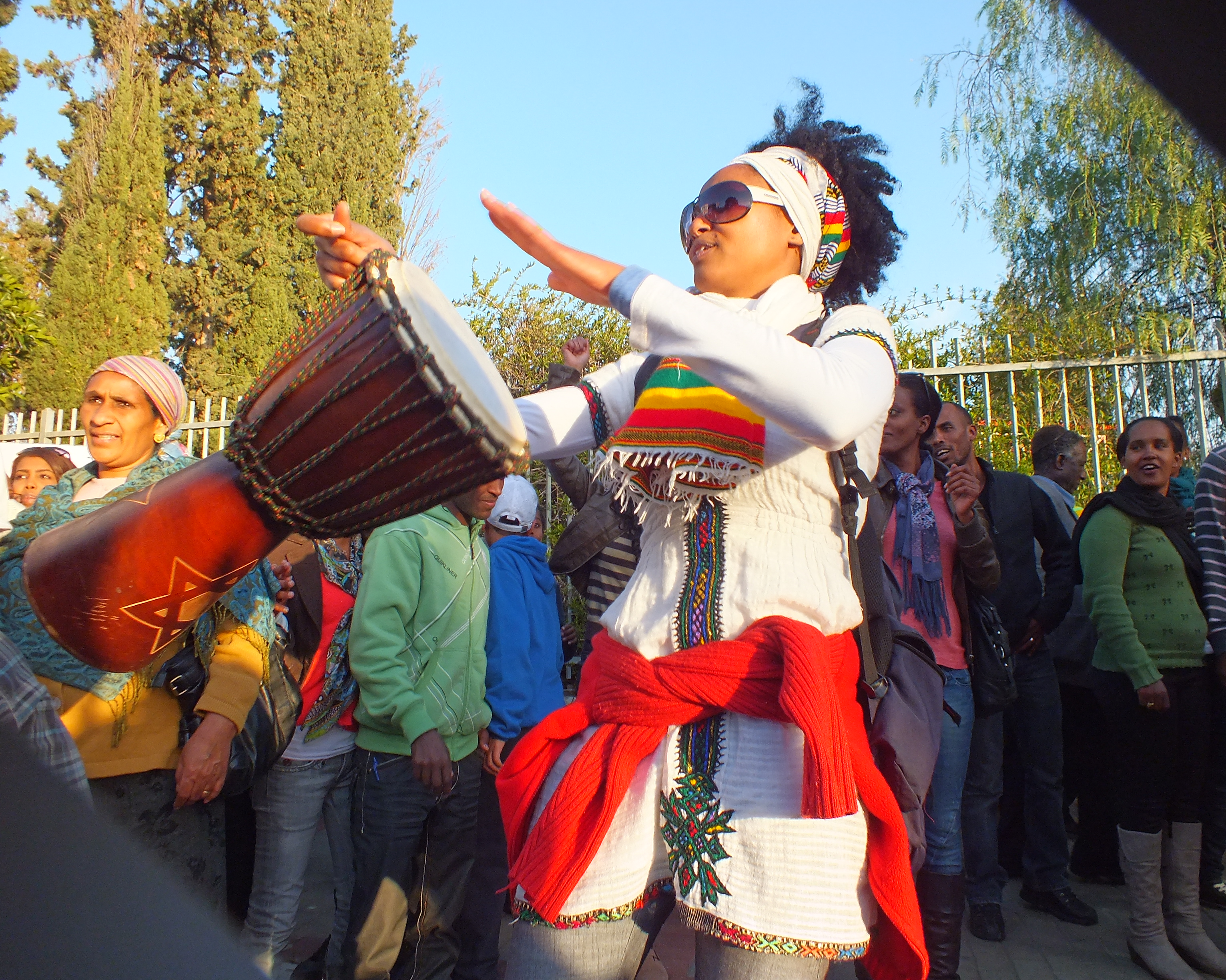
Een Ethiopische vrouw beoefent een traditionele beat in Israël.

De cultuur van Ethiopië heeft een grote diversiteit. Er zijn invloeden uit Jemen, Somalië, Eritrea, Soedan, India en Italië.
Onder de traditionele gebruiken is respect (in het bijzonder voor de ouders) erg belangrijk. In de Ethiopische cultuur is het de gewoonte om op te staan uit een stoel of om je bed af te geven voor een oudere vriend of familielid, zelfs als ze maar net een jaar ouder zijn.

### Muziek
De muziek van Ethiopië is zeer verschillend, elk van de etnische groepen in Ethiopië wordt geassocieerd met unieke geluiden. Sommige vormen van traditionele muziek zijn sterk beïnvloed door volksmuziek uit de rest van de Hoorn van Afrika, in het bijzonder Somalië. De Ethiopische religieuze muziek heeft echter ook een oude christelijke element, herleid tot Yared, die leefde tijdens het bewind van Gabra Masqal. In het noordoosten van Ethiopië, in Wollo, ontwikkelde zich het manzuma, een muzikale vorm van de moslims. Oorspronkelijk gezongen in het Amhaars, heeft manzuma zich verspreid naar Harar en Jimma, waar het nu wordt gezongen in het Oromo. In de Ethiopische hooglanden wordt traditionele muziek gespeeld door rondtrekkende muzikanten, genaamd azmaris, die in de Ethiopische samenleving worden beschouwd met zowel argwaan als respect.

### Kleding
Traditionele kleding voor vrouwen wordt in Ethiopië gemaakt van een stof genaamd shemma. Deze wordt gebruikt voor het maken van de Habesha qemis, in feite een katoenen doek, ongeveer 90 cm breed, geweven in lange stroken die vervolgens aan elkaar zijn genaaid. Soms zijn er glanzende draden in de stof geweven voor een sierlijk effect.
Mannen dragen een broek en een shirt tot op de knieën met een witte kraag, en soms een trui. Ook dragen mannen vaak kniekousen, terwijl vrouwen vaak helemaal geen sokken dragen. Zowel mannen als vrouwen dragen een sjaal, de neTela.

### Keuken
De Ethiopische keuken bestaat uit verschillende bij- en voorgerechten van groente en vlees, vaak bereid als wat, een dikke stoofpot. Een of meer porties wat worden geplaatst op een stuk injera, een groot zuurdesembrood van 50 cm in diameter gemaakt van gefermenteerd teffmeel. Er wordt zonder bestek gegeten. In plaats daarvan wordt de injera (altijd met de rechterhand) gebruikt om de gerechten op te scheppen. In traditionele Ethiopische gerechten zit geen varkensvlees of zeevruchten (wel vis), aangezien de meeste Ethiopiërs historische banden hebben met de islam, de Ethiopisch-Orthodoxe Kerk of het jodendom, die allemaal het eten van varkensvlees verbieden.

### Sport
Atletiek is de meest succesvolle sport in Ethiopië. Op de Olympische Spelen zijn door Ethiopische atleten reeds vele medailles gewonnen. Het land is vooral bekend van zijn middellange en langeafstandslopers. Voetbal is in Ethiopië de populairste sport. Ondanks gebrek aan succes van de nationale voetbalploeg, wordt deze gesteund door een aanzienlijk deel van de bevolking.

### Talen
In totaal worden er ongeveer 90 verschillende talen gesproken in Ethiopië.
De enige officiële taal in Ethiopië was tot februari 2020 het Amhaars, een Semitische taal die wordt gesproken door 21.631.370 mensen (29,33% van de bevolking). Amhaars wordt geschreven met het Ge'ez-schrift, dat zijn naam ontleent aan de oude Semitische taal Ge'ez. Ge'ez is als spreektaal uitgestorven, maar wordt nog wel liturgisch gebruikt door de Joodse gemeenschap Beta Israël en de Ethiopisch-Orthodoxe Kerk. De grootste taal in Ethiopië is echter het Afaan Oromo, een Koesjitische taal gesproken door 33,8% van de bevolking. Het Tigrinya is gerelateerd aan het Amhaars, maar wordt vooral gesproken in het noorden van Ethiopië in de staat Tigray. In februari 2020 werden de talen Afar, Afaan Oromo, Engels, Tigrinya en Somalisch erkend als officiële talen door de Ethiopische regering.

### Kalender
Ethiopië kent een eigen kalender, de Ethiopische kalender.